# Strielna (stacja kolejowa)
Strielna (ros. Стрельна) – stacja kolejowa w miejscowości Petersburg, w Rosji. Położona jest na linii z Dworca Bałtyckiego do Wiejmarna.

## Historia
Stacja powstała w XIX w. na linii do Oranienbaumu pomiędzy stacjami Siergijewo i Nowy Peterhof.

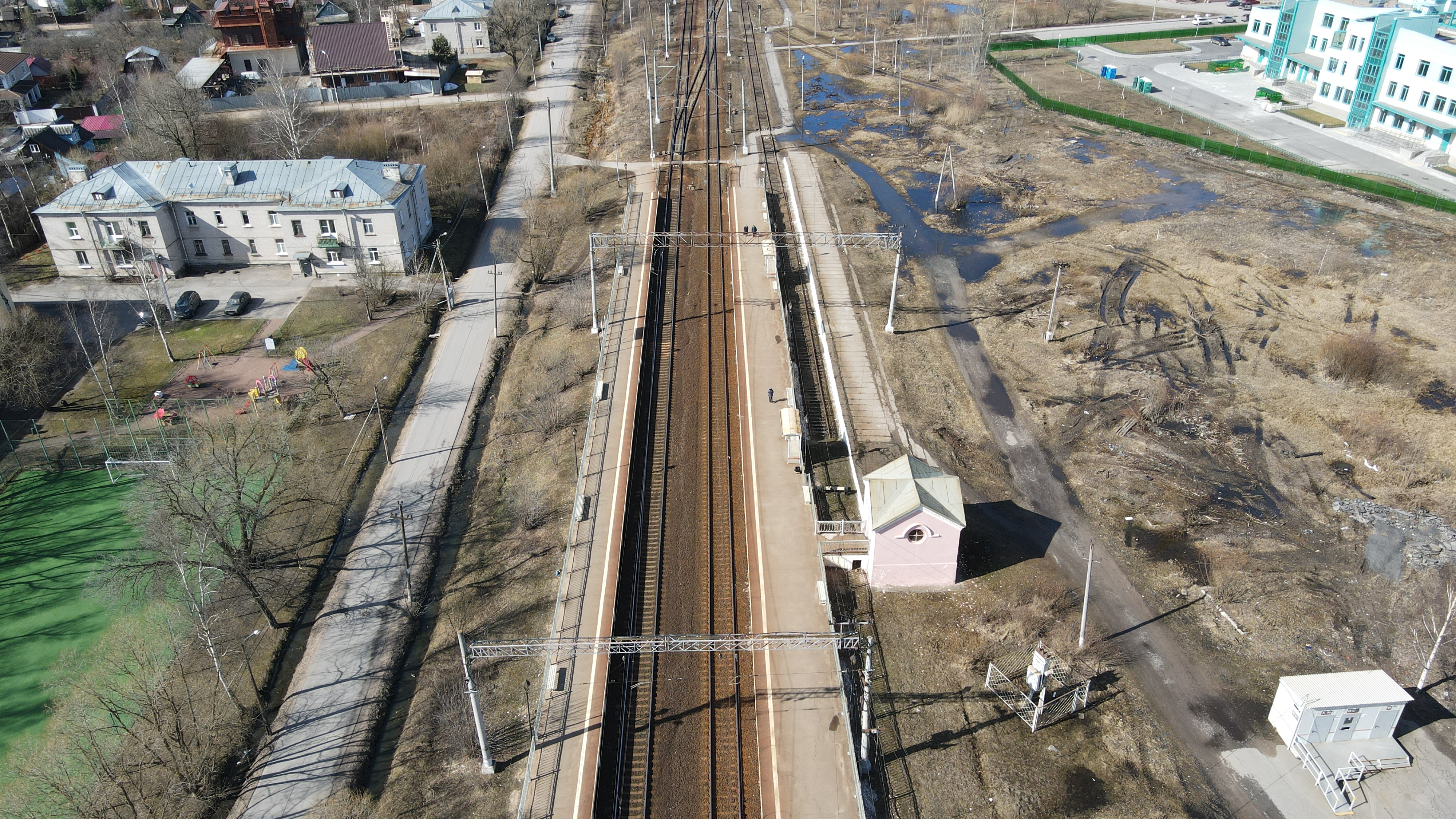
widok w stronę Kotłów